# Сэндилендс, Руперт
Ру́перт Ре́норден Сэ́ндилендс (англ. Rupert Renorden Sandilands; 7 августа 1868 — 20 апреля 1946) — английский футболист, левый крайний нападающий. Выступал за футбольные клубы «Олд Уэстминстерс», «Коринтиан», «Кэжуалз» и «Илинг», а также за национальную сборную Англии.

## Футбольная карьера
Родился в Денфорде (графство Нортгемптоншир) в семье преподобного викария Персивала Сэндилендса. Руперт окончил Вестминстерскую школу, с 1885 по 1887 год выступал за школьную футбольную команду.
После окончания школы выступал за футбольные клубы «Олд Уэстминстерс», «Кэжуалз», «Коринтиан» и «Илинг».
5 марта 1892 года дебютировал за национальную сборную Англии, забив гол в матче Домашнего чемпионата против сборной Уэльса на стадионе «Рейскорс Граунд» в Рексеме. В той игре англичане победили соперника со счётом 2:0. 25 февраля 1893 года провёл свою вторую игру за сборную Англии, сыграв против сборной Ирландии на стадионе «Уэллингтон Роуд» в Бирмингеме и вновь отличившись забитым мячом. Игра завершилась победой англичан со счётом 6:1. 12 марта 1894 года сыграл против сборной Уэльса на «Рейскорс Граунд» в Рексеме — англичане победили со счётом 5:1. 18 марта 1895 года забил единственный гол англичан в игре против Уэльса; матч завершился вничью со счётом 1:1. 16 марта 1896 года провёл свою последнюю пятую игру за национальную сборную, выйдя на поле «Кардифф Армс Парк» в матче против Уэльса, который завершился разгромом валлийцев англичанами со счётом 9:1.
19 декабря 1891 года также сыграл за сборную Англии в матче против сборной Канады, однако та игра считается неофициальной и в статистику не включается.
Также выступал за сборные футбольных ассоциаций Лондона (1890—1897) и Кента.

## Вне футбола
Помимо футбола играл в хоккей и крикет.
После завершения карьеры футболиста работал в Банке Англии. Умер в Саутгемптоне в апреле 1946 года в возрасте 77 лет.